# John Baptist Kakubi
John Baptist Kakubi (ur. 23 września 1929 w Birundama, zm. 11 lutego 2016) – ugandyjski duchowny katolicki, biskup diecezjalny Mbarara 1969-1991.

## Życiorys
Święcenia kapłańskie otrzymał 11 czerwca 1960.
26 czerwca 1969 papież Paweł VI mianował go biskupem diecezjalnym Mbarara. 1 sierpnia tego samego roku z rąk papieża przyjął sakrę biskupią. 23 listopada 1991 na ręce papieża Jana Pawła II złożył rezygnację z zajmowanej funkcji.
Zmarł 11 lutego 2016.